# Graffenrieda jauana
Graffenrieda jauana är en tvåhjärtbladig växtart som beskrevs av John Julius Wurdack. Graffenrieda jauana ingår i släktet Graffenrieda och familjen Melastomataceae. Inga underarter finns listade i Catalogue of Life.